# ГЕС Косу
ГЕС Kossou — гідроелектростанція у центральній частині Кот-д'Івуару, за 30 км на північний захід від столиці країни Ямусукро. Знаходячись перед ГЕС Таабо, становить верхній ступінь у каскаді на найдовшій річці країни Бандама, яка тече у меридіональному напрямку на південь та впадає в Гвінейську затоку. Перша та до появи щойно згаданої Таабо найпотужніша гідроелектростанція в країні.
Для роботи станції річку перекрили комбінованою земляною та кам'яно-накидною греблею висотою 57 метрів, довжиною 1500 метрів та товщиною від 10 (по гребеню) до 235 (по основі) метрів. Вона утворила велике водосховище, витягнуте по долині річки на 180 км з максимальною шириною 45 км. Його площа поверхні 1855 км2, об'ємом 28,8 млрд м3, а рівень води може коливатись між позначками 180 та 206 метрів НРМ. Зведення греблі потребувало 5,4 млн м3 матеріалу, крім того, на станції використали 66 тис. м3 бетону та провели виїмку 21 тис. м3 порід при спорудженні підземних об'єктів.
Пригреблевий машинний зал станції обладнали трьома турбінами типу Френсіс потужністю по 58 МВт, які при напорі у 45,5 метра повинні виробляти 545 млн кВт-год електроенергії на рік.
Окрім виробництва електроенергії, гідрокомплекс забезпечив іригацію 47 тисяч гектарів земель.